# Benson (efternamn)
Benson är ett efternamn, som burits av bland andra:
- Adolph B. Benson (1881–1962),svenskamerikansk filolog och litteraturhistoriker
- Alfred W. Benson (1843–1916), amerikansk politiker
- Amber Benson (född 1977), amerikansk skådespelare
- Anna Benson (född 1983), svensk bordtennisspelare och entreprenör
- Arthur Christopher Benson (1862–1925), engelsk författare
- Ashley Benson (född 1989), amerikansk skådespelare, modell och sångerska

- Bob Benson (1883–1916), engelsk fotbollsspelare
- Brendan Benson (född 1970), amerikansk musiker och låtskrivare

- Carville Benson (1872–1929), amerikansk politiker
- Constantine Walter Benson (1909–1982), brittisk ornitolog
- Craig Benson (född 1954), amerikansk politiker, republikan, guvernör i New Hampshire
- Edgar Benson (1923–2011), kanadensisk politiker och diplomat
- Edward Frederic Benson (1867–1940), engelsk författare
- Edward White Benson (1829–1896), engelsk kyrkoman, ärkebiskop av Canterbury
- Egbert Benson (1746–1833), amerikansk politiker
- Elmer Austin Benson (1895–1985), amerikansk politiker, Minnesota Farmer-Labor Party, senator och guvernör för Minnesota
- Frank Benson (1858–1939), brittisk skådespelare
- Frank W. Benson (1858–1911), amerikansk politiker
- Frank Weston Benson (1862–1951), amerikansk impressionistisk konstnär
- Fred Benson (född 1984), ghanansk-nederländsk fotbollsspelare
- George Benson (född 1943), amerikansk jazzmusiker
- Jodi Benson (född 1961), amerikansk skådespelare och sångerska
- Johnny Benson Jr. (född 1963), amerikansk racerförare
- Kris Benson (född 1974), amerikansk basebollspelare
- Mia Benson (född 1947), svensk skådespelare och manusförfattare
- Owusu Benson(född 1977), ghanansk fotbollsspelare
- Per Benson (1878–1939), svensk arkitekt
- Robert Benson (1894–1965), kanadensisk ishockeyspelare
- Robert Benson (född 1939), brittiskfödd konstnär och filmare, verksam i Sverige
- Robert Benson, 1:e baron Bingley (1676–1731), engelsk politiker
- Robert Hugh Benson (1871–1914), brittisk författare, anglikansk, senare romersk-katolsk präst
- Samuel P. Benson (1804–1876), amerikansk politiker, Whigpartiet, kongressrepresentant för Maine
- Stella Benson (1892–1933), brittisk författare
- Sven Benson (1919–2011), svensk språkvetare, professor i nordiska språk
- William Arthur Smith Benson (1854–1924), engelsk konsthantverkare och formgivare
- William Henry Benson (1803–1870), brittisk malakolog
- William Shepherd Benson (1855–1932), amerikansk amiral